# ميخائيل بوبكوف
ولد ميخائيل فيكتوروفيتش بوبكوف ((بالروسية: Михаи́л Ви́кторович Попко́в)‏; ولد في 7 آذار / مارس 1964) هو قاتل ومغتصب روسي الذي اعتدى وقتل العشرات من النساء في الفترة ما بين 1992 و 2010 في أنغارسك وإيركوتسك وفلاديفوستوك في سيبيريا. عرف باسم «الذئب» و «مجنون أنغارسك»—أُتصف بكونه من أشهر السفاحين الروسيين بسبب الطبيعة الوحشية لجرائمه- . أُدين بوبكوف بـ 22 جريمة قتل في عام 2015, واعترف بارتكاب 59 جريمة قتل إضافية بعد ثلاث سنوات. في 10 ديسمبر 2018 أدين بارتكاب 56 من أصل 59 من جرائم القتل الإضافية. لم تتمكن الشرطة إدانته لارتكاب ثلاث من جرائمه جراء عدم العثور على دليل دامغ  تلقى بوبكوف حكما بالسجن مدى الحياة.

## حياته
ولد ميخائيل بوبكوف في أنغارسك في 7 آذار / مارس 1964. لا يُعرف عن تربيته وحياته الشخصية إلا كونه متزوج من إيلينا بوبكوفا ولديه إبنة تدعى ايكاترينا. كان يعمل ضابط شرطة في منطقة إيركوتسك، كانت وظيفته حارس أمن في أنغارسك النفط والشركة الكيميائية قبل وقت القبض عليه، وكذلك في شركة خاصة.
كانت جرائم بوبكوف بدافع الشكوك بأن زوجته قد ارتكبت الزنا. الضحايا كانوا من النساء الذين تتراوح أعمارهم بين 16 و 40 وكان أحد ضحاياه شرطي. كانوا ضحاياه فتيات هوى أو شابات مخمورات —و الذي اعتبره بوبكوف أمراً غير أخلاقي.تنكر بوبكوف بـ زي الشرطة في فترات مختلفة ما بين 1992 و 2010 في أنغارسك وإيركوتسك وفلاديفوستوك—بعد حوالي 3,900 كم — ، جاذباُ ضحاياه ووعدهم بـ رحلة مجانية ثم قام بالاعتداء عليهم جنسيا. قتل بوبكوف النساء باستخدام أدوات بما في ذلك السكاكين والفؤوس البيسبول الخفافيش والمفكات وتشويه الجثث والأغرب أن وسائل الإعلام الروسية نسبت الجرائم إلى «ذئب» و «أنغارسك مجنون».
شاركت الشرطة الروسية في البحث عن مرتكب واحد كما اكتشف على عدد من النساء الذين تعرضوا للذبح في منتصف التسعينات باستخدام أساليب مماثلة. هرب بوبكوف من الشرطة لمدة عقدين من الزمن على الرغم من تحقيقات واسعة النطاق وشهادات من الضحايا الناجين. ومع ذلك، اكتشف المحققون نمط: آثار سيارة لادا 4×4, على الطرق الوعرة وكانت السيارة المستخدمة من قبل المكلفين بإنفاذ القانون، تم العثور عليها في العديد من مسارح الجريمة. سهلت اختبارات الحمض النووي لـ 3500 شرطي حالي وسابق من رجال الشرطة في إيركوتسك في عام 2012 القبض على بوبكوف في نفس العام. في كانون الثاني / يناير 2015، حكم عليه بالسجن مدى الحياة في السجن لـ 22 جريمة قتل ومحاولة لارتكاب جريمتي قتل.
بعد ذلك بعامين، اعترف بوبكوف بارتكاب 59 جريمة قتل إضافية وتفوق مجموع الضحايا على السفاحين المتسلسلين الروسيين أندريه السفاح وألكسندر بيشوشكين. في 10 ديسمبر عام 2018، بعد محاكمة في المحكمة الإقليمية من ايركوتسك في سيبيريا، أدين بوبكوف بـ 56 جريمة قتل إضافية؛ وجرائم القتل المزعومة الثلاثة الأخرى والتي لا يمكن تأكيدها. حكم عليه حكما بالسجن مدى الحياة للمرة الثانية.